# Fuentenava de Jábaga
Fuentenava de Jábaga és un municipi de la província de Conca, a la comunitat autònoma de Castella-La Manxa.